# Переможець (фільм)
«Переможець» — фільм 2009 року.

## Зміст
Успішний підприємець, сорокалітній власник холдингу, директор «Бета-Банку», Ігор Семенов, який останні років десять працював закордоном, прилітає у Москву. Після зустрічі з підлеглими, замість того, щоб поїхати на заплановану корпоративну зустріч, він раптом приймає рішення вирушити на заміську віллу. Там він застає свою дружину Віку з коханцем. Ця подія вибиває його зі звичної колії. Доручивши шлюборозлучний процес своєму заступникові, він напивається і, сам не знаючи навіщо, їде у маленький підмосковний Пригорськ. Колись він виріс тут, без батька, у цілковитій убогості. Він постарався забути своє минуле. Та несподівано відбувається ряд зустрічей і подій, які повністю змінять його життя.